# Saint-André-de-Sangonis
Saint-André-de-Sangonis är en kommun i departementet Hérault i regionen Occitanien i södra Frankrike. Kommunen ligger i kantonen Gignac som tillhör arrondissementet Lodève. År 2022 hade Saint-André-de-Sangonis 6 364 invånare.

## Befolkningsutveckling
Antalet invånare i kommunen Saint-André-de-Sangonis
Referens:INSEE